# Fonotactică
Fonotactica este acea parte a foneticii și fonologiei unei limbi, care se ocupă cu studiul secvențelor de sunete (din punctul de vedere al foneticii), respectiv de foneme (din punctul de vedere al fonologiei) ce pot exista în acea limbă, adică ce fel de asemenea unități pot apărea și în ce poziții în limba respectivă (de exemplu structuri posibile de silabă, secvențe de consoane). Aceste posibilități și restricțiile pe care le implică, sunt regulile fonotactice ale limbii.

## Universalități fonotactice
În ciuda faptului că limbile diferă mai mult sau puțin unele de altele, ele au totuși unele trăsături comune. Printre acestea, una fonotactică dintre cele mai generale este că în fiecare limbă se combină vocale cu consoane în silabe.
Câteva universalități referitoare la structura silabei sunt următoarele:
- În fiecare limbă există silabe deschise, adică terminate în vocală, dar nu sunt în mod obligatoriu și silabe închise, adică terminate în consoană[5].
- În fiecare limbă sunt silabe care încep cu consoană, dar nu sunt în mod obligatoriu și silabe fără consoană inițială[5].
- În fiecare limbă în care sunt silabe cu structura vocală + consoană (VC), există și silabe CVC, V și CV[5].
- În fiecare limbă sunt silabe de tip CV, adică acesta este universal[6].

Una din universalitățile fonotactice cele mai importante este că, dacă într-o limbă există o anumită combinație de sunete, un tip de silabă etc., atunci în acea limbă există și combinații de sunete, tipuri de silabă etc. mai puțin marcate decât acestea. În domeniul tipurilor de silabe, de exemplu, sunt marcate cele pe care unele limbi nu le admit, precum tipul CVC. Există, de exemplu, limbi în care silaba /ma/ est posibilă, dar nu și silaba /mak/, dar nu sunt limbi în care silaba /mak/ este posibilă, iar silaba /ma/ nu. Se spune, prin urmare, că tipul CVC est marcat față de tipul CV, care este nemarcat, fiind universal.
S-a mai observat privitor la silabă, drept fenomen general în limbile lumii, că sortimentul consoanelor inițiale de silabă este mai mare decât cel al consoanelor finale de silabă.

## Reguli fonotactice în limba română
Fonotactica limbii române tratează în principal modul în care se formează silabele: ce fel de silabe există (deschise sau închise), ce poate constitui nucleul silabei, ce fel de sunet (vocală sau consoană) poate fi la începutul silabei, câte consoane pot forma începutul și sfârșitul silabei.

### Consoane inițiale de silabă
În ceea ce privește inițiala de silabă, aceasta poate fi în primul rând orice consoană singură, inclusiv consoana sonantă /j/, fără restricții (ex. poiană). Distribuția consoanei sonante /w/ în această poziție este mai restrânsă. Ea este numai epentetică, adică ușurează pronunțarea prin umplerea unui hiat (ex. aur ['a.wur]).
Grupurile de două consoane sunt de asemenea obișnuite la început de silabă:
- Cele mai frecvente sunt formate dintr-o fricativă dintre /s/, /z/, /ʃ/ și /ʒ/ + o oclusivă (/p/, /t/, /k/, /b/, /d/, /ɡ/) sau o fricativă dintre /f/ și /v/. Ambele consoane din grup sunt sau surde, sau sonore: spate, zbor, șfichiui, șvab.
- Mai sunt și grupuri formate din:
  - o fricativă + o nazală sau /l/: smântână, șnur, zloată;
  - o oclusivă sau o fricativă dintre /f/, /v/ și /h/ + /r/ sau /l/ (tren, floare, hrană), dar grupurile tl și dl sunt excluse.

Grupurile nazală + /l/ sau /r/ și oclusivă + nazală sunt limitate la câteva împrumuturi: mlădios, mreană, cneaz (din slavă), pneumatic (din latină).
Grupurile consoană + /j/ la început de silabă sunt mai puțin frecvente, nu pot fi cu toate consoanele, iar unele grupuri sunt rare: biet, ghiozdan, fier, miere.
Mai puțin frecvente decât cu /j/, există și grupuri consoană + /w/: cuarț, guașă.
Există și grupuri de trei consoane în această poziție, cu succesiunea fricativă dintre /s/, /z/, /ʃ/ și /ʒ/ + oclusivă + /l/ sau [r], primele două trebuind să fie sau sonore, sau surde: splină, ștreang.

### Consoane finale de silabă
Finală de silabă poate fi singură oricare consoană, inclusiv sonanta /j/: cui, haină. Sonanta /w/ poate fi numai la sfârșit de cuvânt (ex. leu), cu foarte puține excepții (ex. august). Așa-numitele consoane palatalizate pot fi de asemenea numai finale de cuvânt: lupi, papuci. Nu se întâlnesc însă d, t și s palatalizate.
Sunt și grupuri de două consoane finale de cuvânt, cele mai frecvente fiind /s/ + oclusivă: vest, (eu) casc. Mai sunt și grupuri:
- oclusivă + /s/: torax;
- două oclusive: act, copt;
- nazală + oclusivă: simt, cânt;
- nazală + fricativă: prânz, uns;
- oclusivă + nazală: ritm;
- /l/ sau /r/ + consoană: desculț, scurt.

Sunt foarte puține cazuri de grupuri de trei consoane: punct, prompt, astm.

### Structuri silabice
Ținând cont de cele de mai sus, în română se găsesc următoarele structuri silabice:
- silabă deschisă:
  - V: a-pă;
  - CV: ca-să;
  - CCV: fra-te;
  - CCCV: stra-dă;
- silabă închisă:
  - VC: ac;
  - CVC: pat;
  - CVCC (porc), foarte rar în interior de cuvânt: jert-fă;
  - foarte rar (C)VCCC: astm, prompt.

Nucleul silabei poate fi o vocală (toate exemplele de mai sus) sau unul din diftongii /e̯a/ și /o̯a/: neagră, oaste.

## Reguli fonotactice în alte câteva limbi

### Succesiuni posibile și imposibile de sunete
În fiecare limbă există reguli referitoare la ce fel de sunete pot, respectiv nu pot urma unul după altul. De exemplu, în limba engleză:
- Consoana /h/ poate fi numai înainte de vocală, nu și după[1].
- După /ŋ/ pot urma numai vocale scurte (/ɪ/, /æ/, /ʌ/, /ɒ/)[2].

### Numărul de sunete de același fel care se pot succeda
Limbile tratează în mod diferit gruparea de consoane. Gama posibilităților merge de la niciun fel de grup de consoane până la succesiunea a peste trei, chiar în aceeași silabă. În aceasta joacă un rol și factori precum poziția consoanelor în cuvânt sau în silabă, precum și felul consoanelor care se pot grupa.
Limba hawaiiană, de exemplu, este una care nu permite decât silabe deschise, deci nu pot urma două consoane una după alta.
În japoneză pot urma două consoane una după alta, dar numai în silabe diferite și numai dacă sunt identice (ex. Hok-kaido), sau dacă consoana finală de silabă este /n/ (Hon-da).
În chineză poate fi la sfârșit de silabă nu numai /n/, ci și /ŋ/ și /ɻ/, dar nici în această limbă nu poate fi grup de două consoane în aceeași silabă. La fel și în limbile swahili, fula, coreeană sau turcă.
În limba thailandeză pot fi mai multe consoane la sfârșit de silabă decât în precedentele (/m/, /n/, /ŋ/, /p/, /t/ și /k/) și sunt permise grupuri de maximum două consoane în aceeași silabă.
În franceză pot fi până la trei consoane în aceeași silabă, dar un asemenea grup este relativ rar. Pot apărea la început de silabă, iar combinațiile posibile sunt reduse ca număr. Sunt permise, de exemplu, grupurile /stR/ (ex. strident) și /skR/ (scruter „a scruta”), dar nu un grup precum /pms/. Sunt restricții și pentru combinațiile de două consoane la început de silabă. Sunt admise grupuri ca /ps/ (psychologie), /pR/ (prendre « a lua »), /tR/ (traire « a mulge »), /pl/ (plaire « a plăcea »), dar nu și /ml/, /bm/, /ms/, /rs/ sau /jl/. La sfârșit de silabă sunt de asemenea posibile unele grupuri de două consoane.
În engleză, numărul maxim de consoane atât la început, cât și la sfârșit de silabă este de trei, dar exemplele sunt rare: sprint „alergare”, strength „putere”. În același timp, nu sunt posibile orice combinații de asemenea consoane, de exemplu /fs/, /spm/ sau /ps/ sunt interzise, iar grupul /gz/ poate fi numai în interior (exhaust „a epuiza”) sau la sfârșit de cuvânt: legs „picioare”.
Și în limba maghiară, numărul maxim de consoane de la început de silabă este în mod excepțional de trei, cu condiția ca prima să fie [s], a doua [p], [t] sau [k], iar a treia [r], dar se pot succeda în silabe diferite și patru, în cuvinte străine, ex. absztrakt. Vocale se pot succeda în silabe diferite până la șase: fiaiéiért „pentru ai/ale fiilor săi”.
În limbile germană și norvegiană se întâlnesc la sfârșit de cuvânt și grupuri de cinci consoane: de  Herbsts „toamnă” (la cazul genitiv), no  skjelmskt ’în mod șugubăț’.
Regulile privitoare la grupurile de consoane se pot schimba în cursul istoriei limbii. De exemplu, în maghiara veche nu se admiteau două consoane la început de cuvânt, ceea ce se vede în împrumuturile vechi (slavă dvor > udvar „curte”, ro  plăcintă > palacsinta „clătită”, la  schola > iskola „școală”), dar împrumuturi mai noi s-au preluat cu grupul de consoane inițial dat.

### Natura nucleului silabei
În unele limbi, cum este maghiara, nucleu de silabă poate fi numai o vocală. În alte limbi poate fi o vocală sau un diftong, deși este subiect de controversă dacă partea din acesta numită semivocală sau semiconsoană este așa ceva sau de fapt o consoană. Asemenea limbi sunt româna, spaniola (ex. bueno [bwe.no] „bun”) sau franceza (ex. traduire [tʁa.dɥiːʁ] „a traduce”).
În unele limbi și unele consoane (mai ales /r/, /l/, /n/, /m/) pot fi nucleu de silabă. Astfel sunt limba cehă (ex. Brno [br̩.no]), cele din diasistemul slav de centru-sud (vrt [vr̩t] „grădină”, bicikl [bit͡si.kl̩] „bicicletă”) sau engleza: bottle [bɒ.tl̩] „sticlă, butelie”, button [bʌ.tn̩] „buton, nasture”.